# Russula foetens
Russula foetens là một loài nấm không ăn được trong chi Russula được tìm thấy trong các rừng cây lá rụng và lá kim.